# Sky News
Sky News est une chaîne de télévision d'information en continu basée à Londres. Elle a commencé à diffuser ses programmes le 5 février 1989 en tant que chaîne d'un bouquet de quatre canaux appartenant à Sky Television. En 2008, son centre principal de diffusion se trouve à Londres.
Elle diffuse des informations, y compris des dépêches, à des audiences en Grande-Bretagne et ailleurs sur la planète. De plus, elle diffuse des informations à la radio à travers différents réseaux de nouvelles en Grande-Bretagne et en Irlande. Même si les informations visent une clientèle britannique, elles sont diffusées partout sur le globe, le plus souvent écoutées par des expatriés.
En 2008, Sky News possède en Grande-Bretagne sept rédactions locales, chacune avec ses correspondants. Cependant, elle peut accéder à différents services maintenus par sa compagnie-mère, News Corporation, laquelle maintient des bureaux partout à travers le monde.
Sky News a construit son horaire de diffusion autour de présentateurs de nouvelles expérimentés (anchors) qui sont régulièrement amenés à discuter d'événements importants. Lorsque des dépêches importantes parviennent à la chaîne, deux présentateurs partagent l'écran pour en discuter. La chaîne est reconnue pour ses innovations dans la diffusion d'informations en continu et gagne régulièrement des prix pour ses innovations.
Par son audience et sa popularité, Sky News est souvent désignée comme la première chaîne d'information européenne et mondiale, devant CNN, Fox News et BBC World News.

## Historique
Le 20 février 2018, 21st Century Fox prévoit 10 années d'investissements dans Sky News pour rassurer l'Ofcom britannique dans le cadre de son rachat de la totalité de Sky et de son rachat par Disney.

### Identité visuelle (logo)

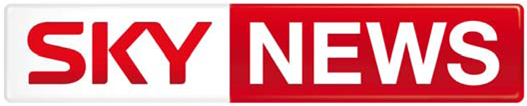
Logo de Sky News de 2008 à 2010

## Canada
Au Canada, la chaîne internationale fait partie de la liste des services de programmation non canadiens approuvés pour distribution depuis février 2014.

## Sky News Arabia
Le 6 mai 2012, le groupe BskyB en collaboration avec Abu Dhabi Investment Corporation lance Sky News Arabia (en arabe : سكاي نيوز عربية, Skāy Niyūz ʻArabīyah), une chaîne d'information en continu basée à Abu Dhabi. Les deux groupes sont chacun propriétaire de la chaîne à 50 %.

## Annexe